# Holzölbaum
Der Holzölbaum (Vernicia fordii), auch Tungbaum, Tungölbaum, Kalonussbaum genannt, ist eine Pflanzenart, die zur Familie der Wolfsmilchgewächse (Euphorbiaceae) gehört. Er ist im südlichen China, Myanmar und Nordvietnam beheimatet. In tropischen Gebieten meist unterhalb einer Höhenlage von 800 Meter wird er weltweit angebaut. Beispielsweise im Süden der USA gilt sie als invasive Pflanze.
Sehr ähnlich sind der Tung- oder Abrasinbaum (Vernicia montana) und der Japanische Holzölbaum (Vernicia cordata) aus deren Samen ebenfalls Tungöl (Holzöl) gewonnen wird. Sie unterscheiden sich von Vernicia fordii durch die Blüten, es sind keine streifigen Saftmale vorhanden und die Petalen sind weiter auseinander, die Drüsen an der Blattbasis sind nicht wärzlich, sondern länglich und abstehend. Die Bäume sind auch kleiner und die Blütenstände sind eingeschlechtig und erscheinen mit den Blättern. Die Früchte unterscheiden sich durch die tiefere Segmentierung der hier runzligen Schale (mit Querwülsten; V. montana) und die hervortretenden drei bis fünf Längsrippen und der Farbe. Auch die Behaarung der Blätter ist anders und die Nebenblätter sind kleiner und schmäler, auch unterscheiden sich die Griffel leicht.

## Beschreibung

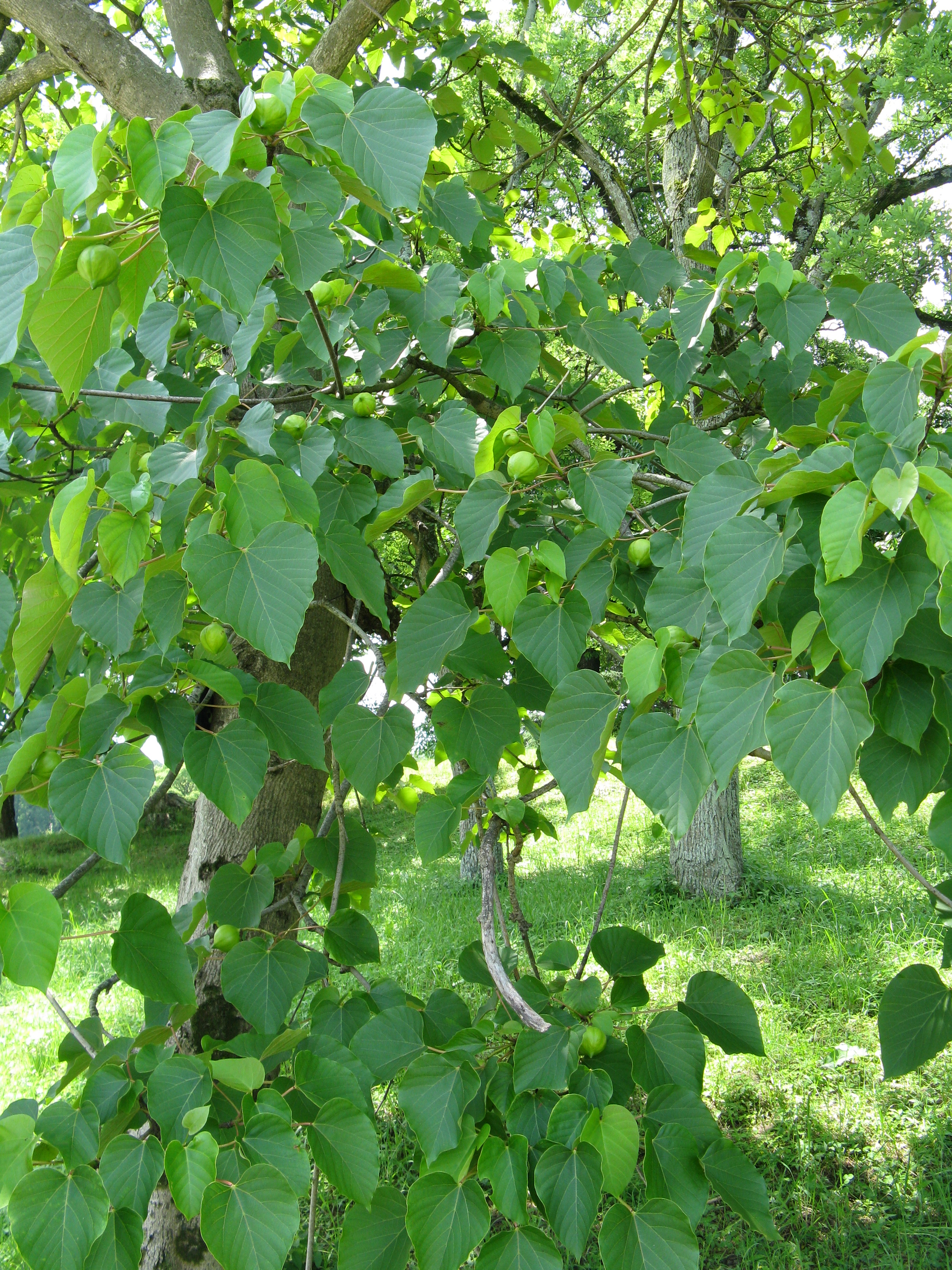
Laubblätter

### Vegetative Merkmale
Der Holzölbaum wächst als stark verzweigter, kleiner bis mittelgroßer, laubabwerfender Baum, der Wuchshöhen von bis zu etwa 10 Meter aber auch höher erreicht. Die Borke ist fast glatt und hellgrau. Die Rinde junger Zweige ist anfangs rostfarben flaumig behaart, verkahlt aber bald und besitzt deutlich Lentizellen. Bei einer Verletzung rinnt Milchsaft aus. Das Holz ist relativ weich und hell. Die lanzettlichen Knospenschuppen sind oft etwas klebrig. Der Baum enthält einen weißlichen Milchsaft.
Die wechselständig an den Enden der Zweigen konzentriert angeordneten Laubblätter sind in Blattstiel und Blattspreite gegliedert. Der lange Blattstiel besitzt zwei bräunlich bis rötliche, wärzliche Drüsen an der Blattbasis und ist mit einer Länge von (selten 5 bis) 10 bis 20 Zentimeter etwa gleich lang wie die Blattspreite. Die einfache, ganzrandige und zugespitzte bis feinspitzige Blattspreite mit einer Länge von (selten 5 bis) 10 bis 20 Zentimeter und einer Breite von (selten 4 bis) 10 bis 19 Zentimeter, ist breit- bis schmaleiförmig, mehr oder weniger herzförmig, selten dreilappig oder mit einzelnen Spitzen an den Rändern. Die lanzettlichen und 4 bis 10 Millimeter langen, kahlen Nebenblätter fallen früh ab und hinterlassen deutliche Narben. Die Blätter sind giftig für Nutztiere aufgrund eines giftigen Saponins und eines Phytotoxins.

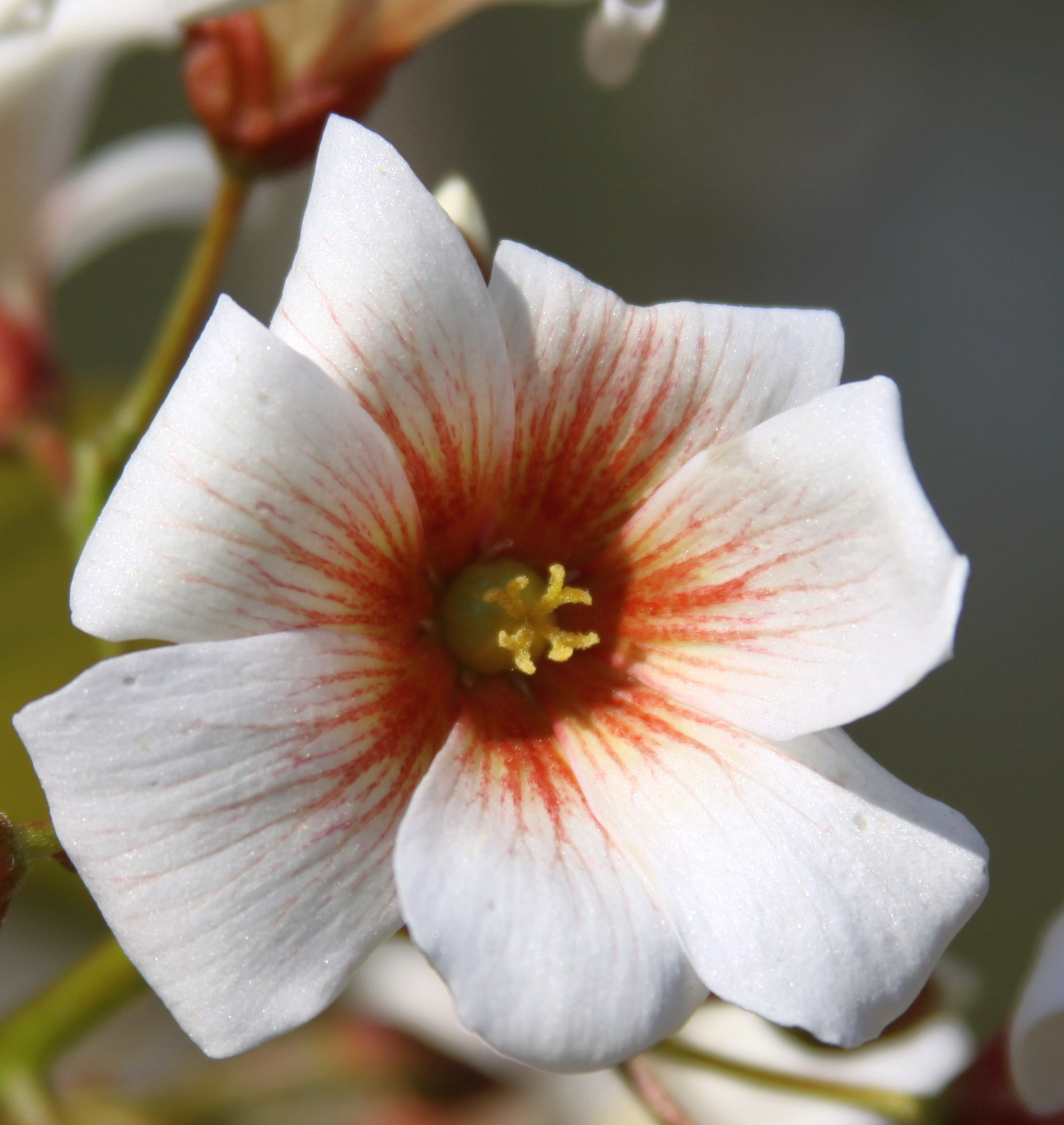
Weibliche Blüte, am Grund des Fruchtknotens sieht man die keilförmigen Nektardrüsen

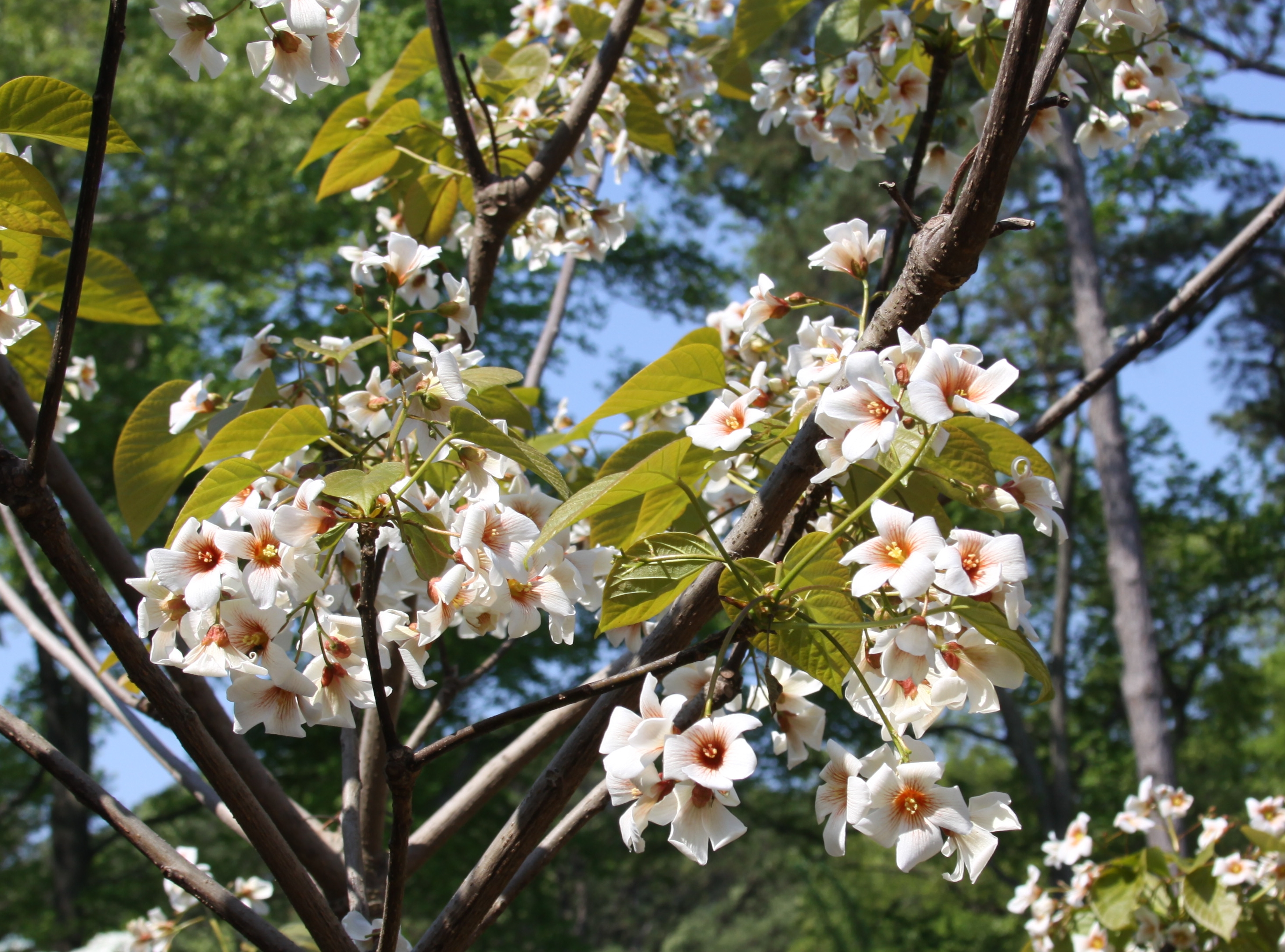
Blütenstände

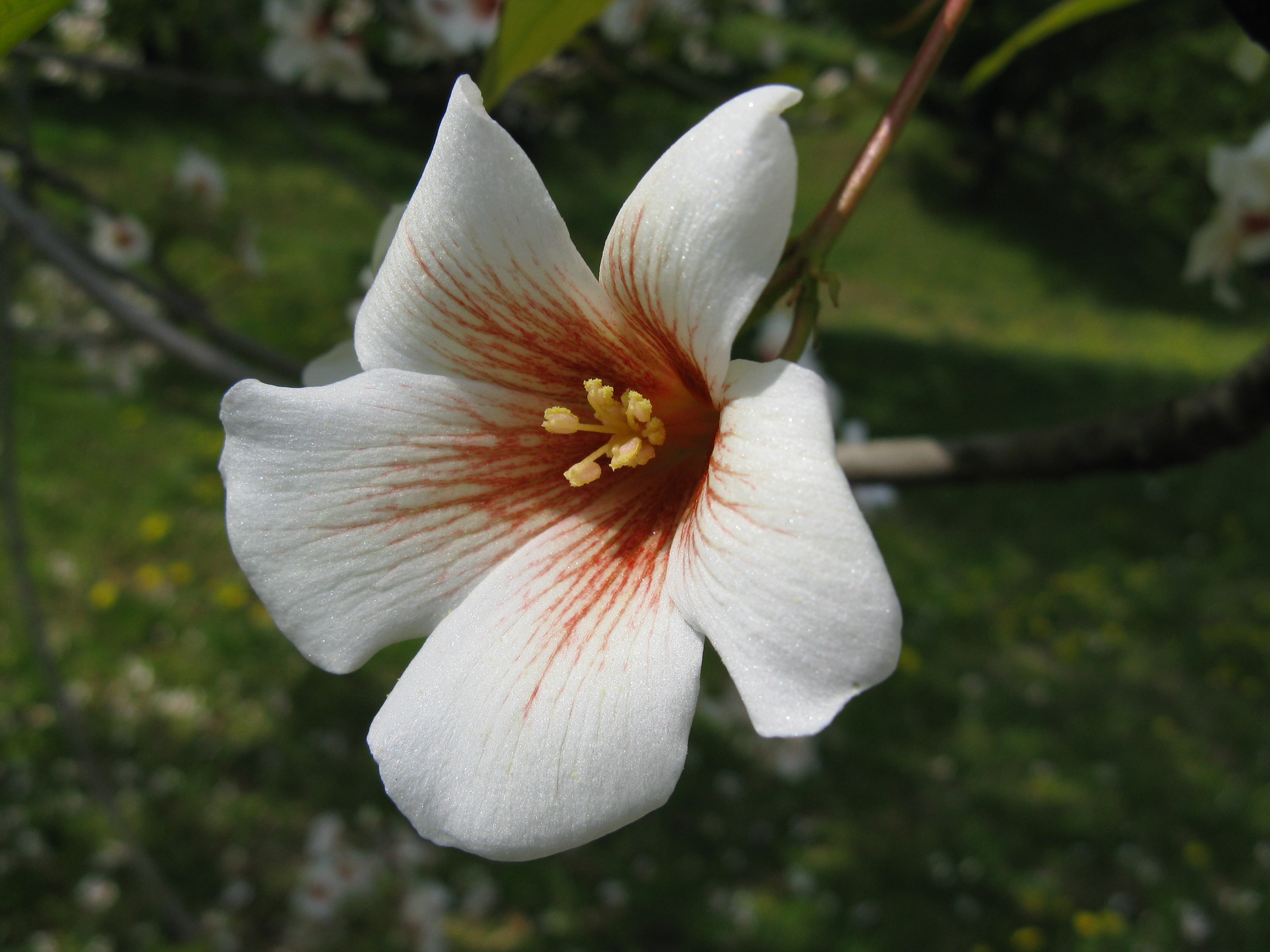
Männliche Blüte

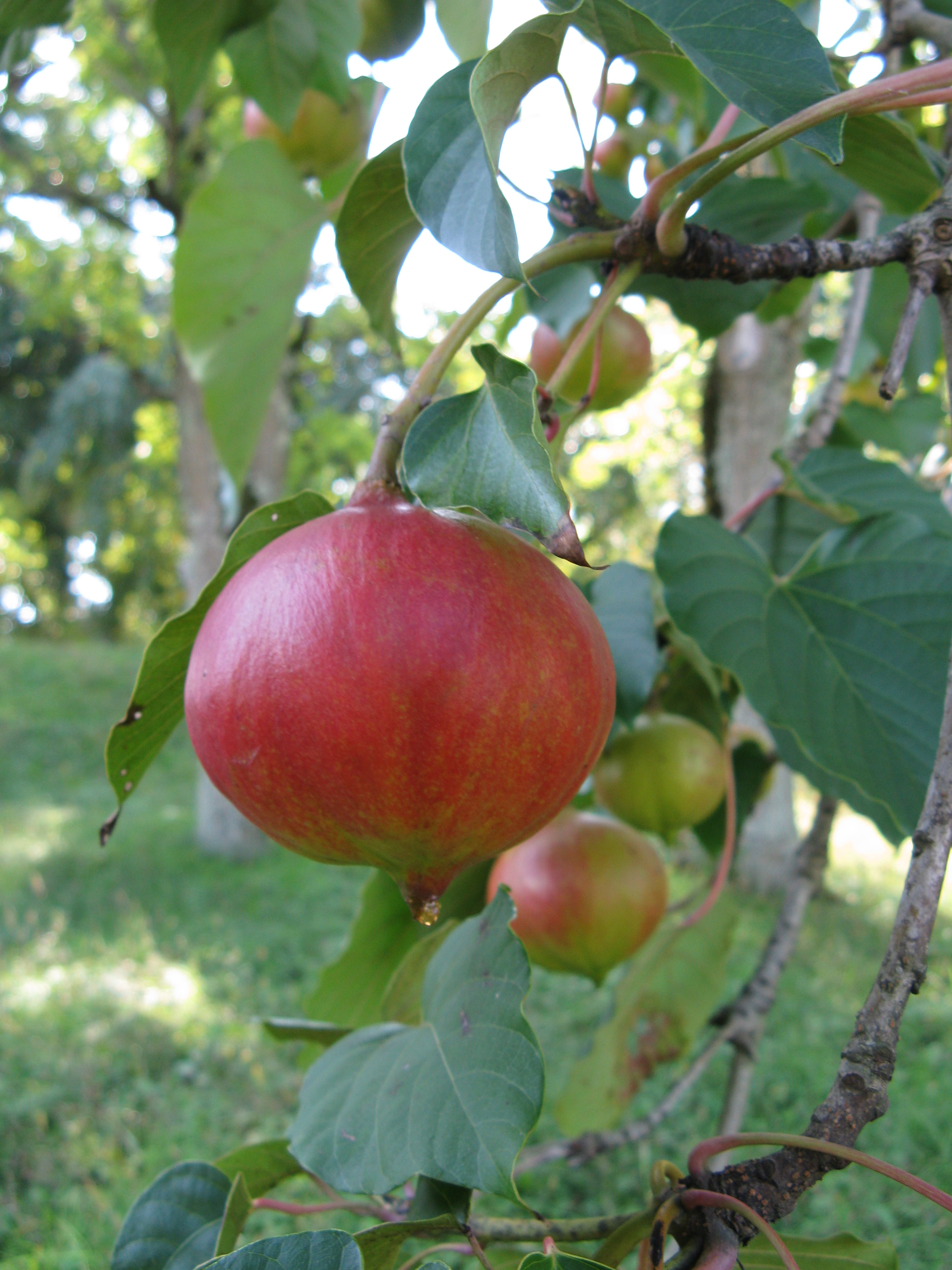
Reife Frucht

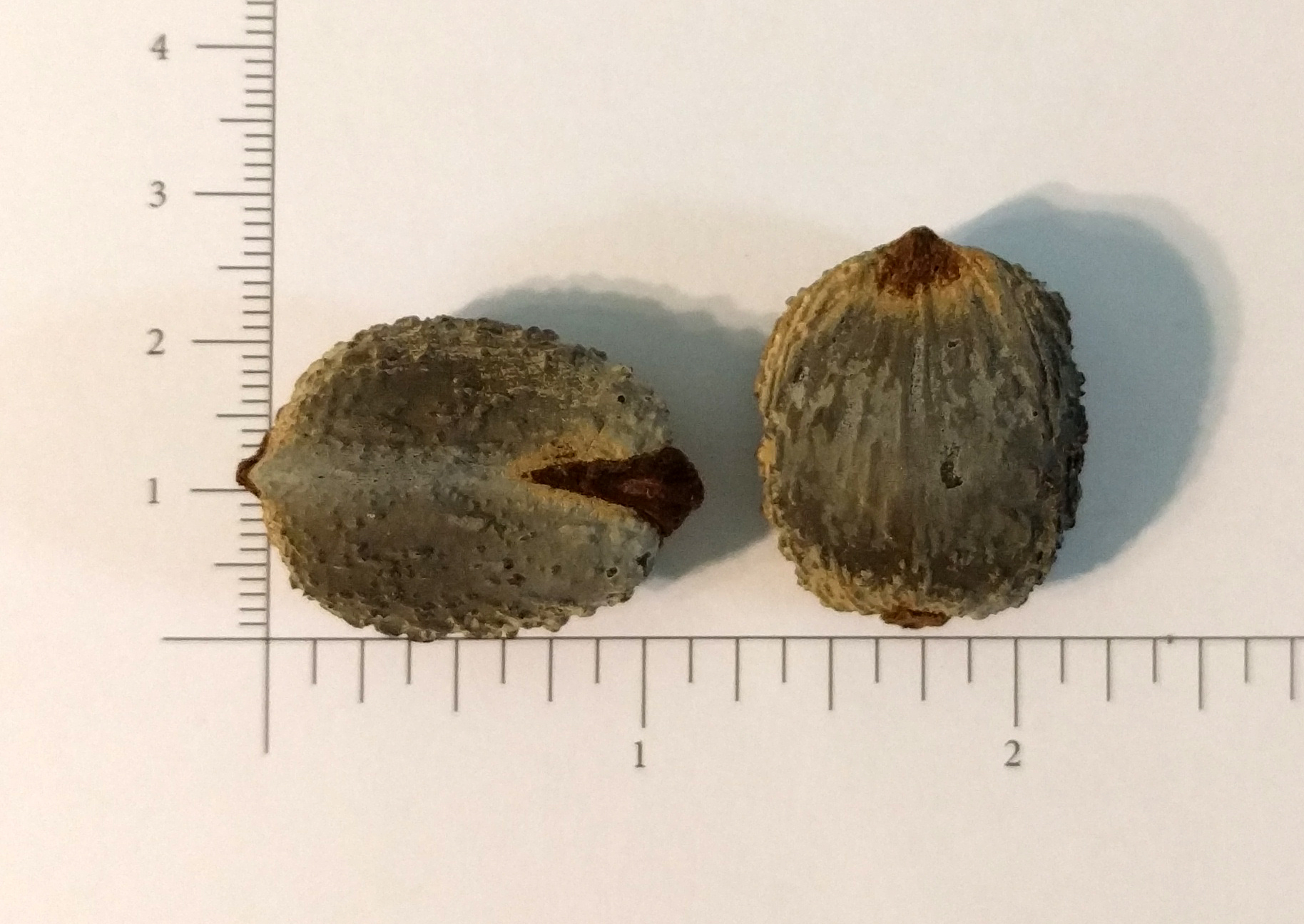
Tung Samen

### Generative Merkmale
Vernicia fordii ist einhäusig getrenntgeschlechtig (monözisch). Die verzweigten, Schirmrispartigen Blütenstände sind bis etwa 20 cm breit und erscheinen immer vor den Laubblättern. Die Blütenstände enthalten sehr wenige (eine) weibliche, als auch überwiegend männliche Blüten. Die eingeschlechtigen und gestielten Blüten mit doppelter Blütenhülle weisen einen Durchmesser von rund 3–4 Zentimeter auf. Der kleine, grüne bis rötliche Blütenkelch besteht jeweils aus zwei bis drei ungleichen Lappen. Die fünf bis acht (männliche Blüte); bis neun (weibliche Blüte), weißen, freien, leicht überlappenden, spatel- bis verkehrt-eilanzettlichen Blütenhüllblätter besitzen in der Kronröhre rötliche Streifen mit gelblichen Bereichen dazwischen (Saftmale). Bei den männlichen Blüten sind 7–14 Staubblätter, mit gelblichen oder rötlichen Staubfäden und gelben Antheren, in zwei Kreisen vorhanden, die äußeren sind kürzer, sie sind jeweils im unteren Teil zu einer Röhre verwachsen. Der Fruchtknoten ist oberständig und haarig, die kurzen gelblichen Griffel sind zweilappig. Bei den weiblichen Blüten können Staminodien vorhanden sein, sie verschwinden aber meist während der Anthesis. Die weiblichen und männlichen Blüten besitzen jeweils am Grund mehrere keilförmige Nektardrüsen.
Die als giftig geltende, harte und glatte, rundliche und bespitzte, kapselartige Frucht besitzt eine Länge von 4 bis 6 Zentimeter und einen Durchmesser von 3 bis 5 Zentimeter. Die Früchte enthalten drei bis fünf große Samen, welche in einem faserigen, segmentierten Perikarp liegen. Sie sind zunächst grün und färben sich zur Reife grün-bräunlich bis -rötlich, die einzelnen Schalensegmente sind schwach liniert. Der mit einer Größe von 2 bis 2,5 × 2 bis 2,2 cm und etwa 15 mm Dicke, eiförmige und abgeflachte, höckerzahnige Samen ist ölhaltig, grau-bräunlich, etwas warzig und leicht gefurcht, das andersfarbige Hilum ist gut sichtbar. Die Samenschale ist verholzt, das Gewicht der Samen beträgt etwa 5 bis 6 Gramm. Die Samen sind giftig für Menschen.
Die Blütezeit reicht von März bis April. Die Früchte reifen von August bis November.
Die Chromosomenzahl ist 2n = 22.

## Kultivierung und Verwendung
Der Holzölbaum wird wegen seines Holzöles geschätzt, das aus den Samen der Frucht gewonnen wird und im alten China auch als Brennstoff für Lampen benutzt wurde. Heute wird das Öl in Farben, Firnis und Verfugungsmitteln verwendet, sowie als Holzpflegemittel, und nach der Extraktion des Gummiharzes ist es ebenfalls als Motorenöl geeignet. Das Holz ist leicht, aber hart, und kann als Ersatz für das Balsaholz dienen.
Der Holzölbaum wurde nach Thailand, Argentinien, Paraguay und in die USA eingeführt, hauptsächlich zur Gewinnung von Öl. Infolge von Umweltschäden durch Trockenheit und Hurrikans konnte sich der Baum jedoch in den USA nicht dauerhaft entwickeln.
Die weltweite Produktion der Tungsamen (Nüsse) stieg zwischen 1970 und 1980 von 100.000 Tonnen auf 200.000 Tonnen an.

## Systematik
Diese Art wurde als Aleurites fordii 1906 durch William Botting Hemsley in Hooker's Icones Plantarum, 29, Tafel 2801, 2802 erstbeschrieben. Herbert Kenneth Airy Shaw stellte sie 1966 in Kew Bulletin 20 (3), S. 394 zur Gattung Vernicia Lour. Die Gattung Vernicia gehört zur Subtribus Aleuritinae aus der Tribus Aleuritideae in der Unterfamilie Crotonoideae innerhalb der Familie der Euphorbiaceae.